# Aérodrome de Moucha
L'aéroport de Moucha est un aéroport desservant l'Île Moucha à Djibouti.

## Situation
| \| 100 km1:5 610 000 \|Djibouti · Ambouli Ali-Sabieh Assa-Gueyla Chabelley Dikhil Herkale Moucha Obock Tadjoura |
| 100 km1:5 610 000                                                                                               |